# باتشيفا كاتزنيلسون
باتشيفا كاتزنيلسون (بالعبرية: בת-שבע כצנלסון) (من مواليد 1897، وتوفيت في 30 أغسطس 1988) كانت سياسية إسرائيلية عملت كعضو في «الكنيست» لصالح «الصهاينة العامين» بين عامي 1951 و1955.

## السيرة الشخصية
هي من مواليد بار في الإمبراطورية الروسية (اليوم في أوكرانيا). هاجرت كاتزنيلسون لفلسطين العثمانية في عام 1911، وحضرت ثانوية هرتسليا العبرية في تل أبيب. وخلال الحرب العالمية الأولى، طردتها السلطات العثمانية إلى مصر. درست في وقت لاحق العلوم الإنسانية في جامعة جنيف. عملت كمُدرسة لمدة 18 عامًا.
وكإحدى قائدة منظمة النساء العبرانيات، فقد حضرت أول مؤتمر للمنظمة النسائية الصهيونية العالمية عام 1926. لقد أصبحت فيما بعد عضوًا في اللجنة الوطنية لمنظمة فيتسو ورئيسة فرع القدس.
انتخبت للكنيست انتخابات عام 1951 على قائمة الصهاينة العامة، لكنها خسرت مقعدها في انتخابات عام 1955.
في عام 1918، تزوجت كاتزنيلسون من روفين كاتزنيلسون، وأصبحت أخت زوجة راشيل كاتزنيلسون-شازار، زوجة زلمان شازار، ثالث رئيس لإسرائيل. كان أولادها هما: المربي شولاميت كاتزنيلسون وشموئيل تمير، الذي شغل لاحقًا منصب عضو الكنيست من عام 1965 حتى عام 1981 والذي كان وزيرًا للعدل. توفيت عام 1988.

## روابط خارجية
- باتشيفا كاتزنيلسون على الموقع الإلكتروني للكنيست